# Lake of Tears
Lake of Tears (с англ. — «Озеро слёз») — шведская группа, играющая в жанрах готик-метал и дум-метал с элементами психоделического рока и прогрессивного метала.

## История
Группа была создана в мае 1992 года в шведском городе Бурос участниками двух дэт-металических групп — Carnal Eruption и Forsaken Grief. Демо вызвало интерес у лейбла Black Mark Productions, который подписал с группой контракт на 5 альбомов. Первый альбом Greater Art был записан за 2 недели в декабре 1993 года в Sunlight Studio (Стокгольм) и спродюсирован Матиасом Лодмальмом и Томасом Скогсбергом из Entombed. До начала записей следующего диска группа дала всего два концерта в родном Буросе.
В марте 1995 года был записан второй альбом — Headstones. На Headstones группа проявила себя гораздо ярче и разнообразней, чем на первом альбоме. На диске присутствовали как тяжёлые, так и полностью акустические (заглавный трек) композиции. С 1995 по 1996 год группе удаётся провести несколько туров по Европе, Lake of Tears играли вместе с такими группами как Vader, Tiamat, Crematory, Edge of Sanity, Savatage, Rage и The Gathering.
Летом 1996 года из группы ушёл гитарист Юнас Эриксон, и Lake of Tears превратилась в трио. В турне с группой играл сессионный клавишник Кристиан Сааринен (бывший гитарист Cemetary). Третий альбом A Crimson Cosmos был записан и выпущен в январе 1997 года. На этом альбоме стал заметным крен в сторону более «лёгкой» музыки, впервые группа использовала женский вокал. Появились сюжеты песен, навеянные психоделикой и фэнтези, в частности, книжным циклом Dragonlance. В Rock Hard, немецком журнале о тяжёлой музыке, A Crimson Cosmos стал альбомом месяца. Уже после записи альбома в составе появился новый гитарист Ульрик Линдблум. Последовали туры с Theatre of Tragedy, Heavenwood и HammerFall, выступление на Wacken Open Air.
Осенью 1997 года Lake of Tears участвовали в фестивальном туре Out of the Dark Festivals с Crematory, Therion и Graveworm. После Out of the Dark Festivals Линдблум расстался с группой по личным причинам, и следующий альбом записывался с гитаристом Магнусом Сальгреном. Запись Forever Autumn стартовала 28 декабря 1998 года, а 25 мая 1999 года альбом вышел. На Forever Autumn преобладали меланхолично-депрессивные композиции с фолковыми мотивами, в большом количестве использовались акустические инструменты: виолончель, флейта, акустические гитары и аккордеон. Клавишник Кристиан Сааринен участвовал в записи как полноправный член группы.

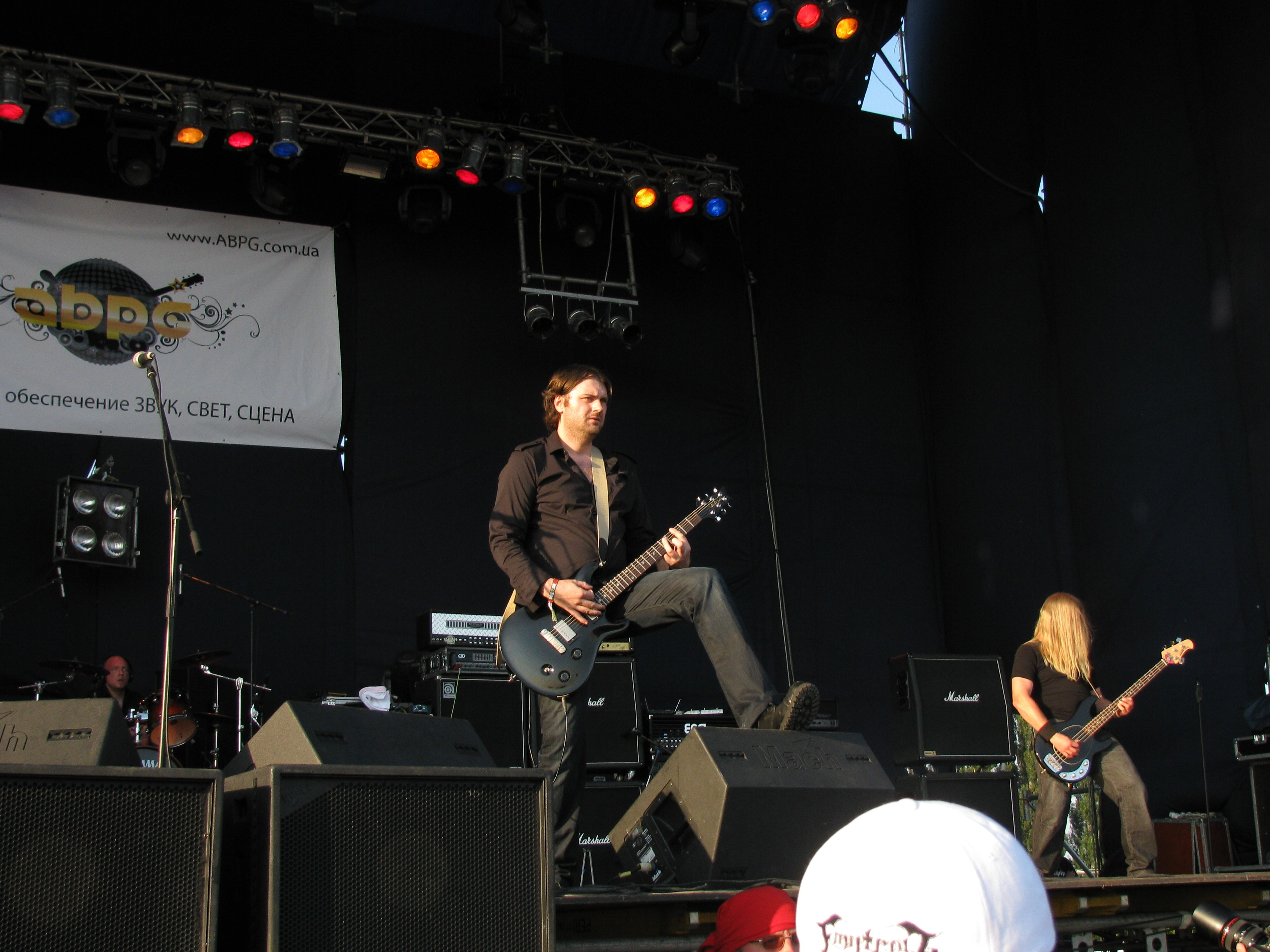
Lake of Tears на фестивале ПроРок 2009

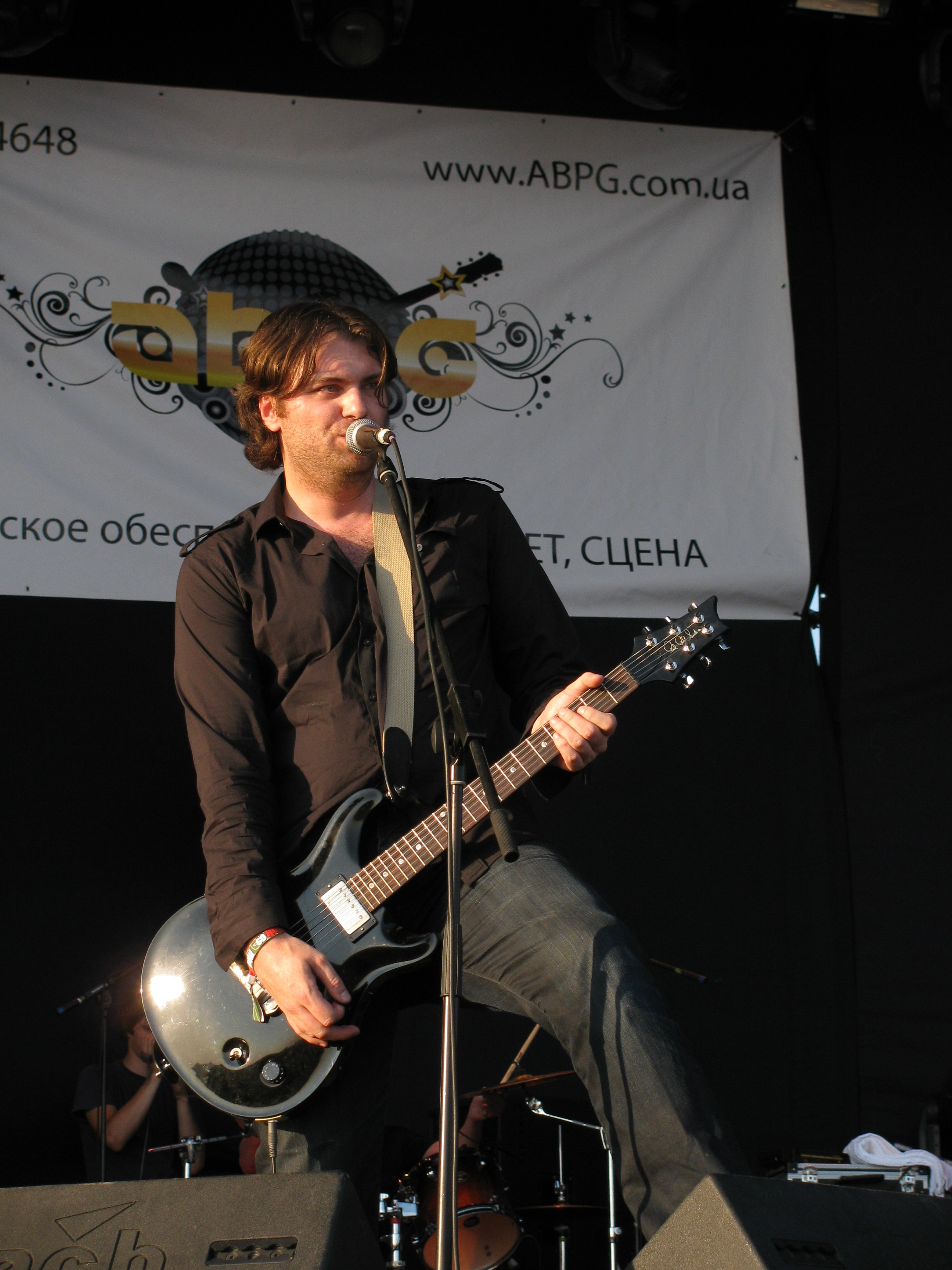
Даниэль Бреннар на фестивале ПроРок 2009

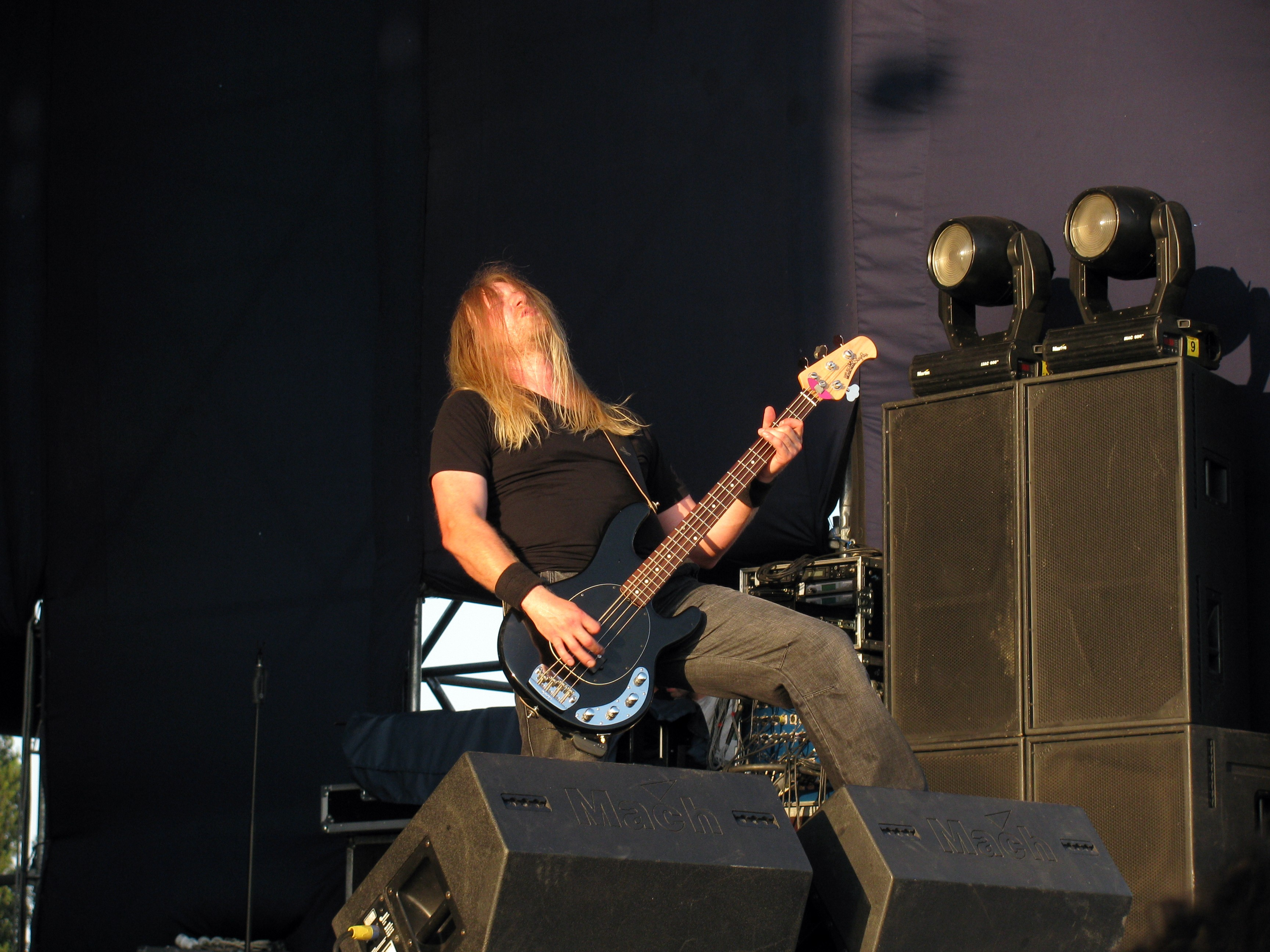
Микаэль Ларсон на фестивале ПроРок 2009

Вскоре после выхода Forever Autumn между музыкантами начались конфликты, которые привели к тому, что Lake of Tears распались. 9 сентября 1999 года было выпущено официальное сообщение: 
Теперь это официальное заявление... мы распались. Отныне группы Lake of Tears более не существует. Эмоции у меня по этому поводу странные и грустные... но вероятно, всё к лучшему. Тем не менее, я (и возможно, кто-то ещё из музыкантов группы) запишем ещё один альбом, просто для того, чтобы выйти из-под контракта с Black Mark. Потом посмотрим. Кто-то из нас, вероятно, будет продолжать заниматься музыкой в той или иной форме. Я хотел бы поблагодарить всех вас за ваши письма... простите, но так больше продолжаться не могло. Всего вам доброго, — Даниэль Бреннар.
Бреннар и Сальгрен записали материал для ещё одного альбома The Neonai, поскольку этого требовали контрактные обязательства перед Black Mark. Альбом вышел в 2002 году и был высоко оценён критикой как «лебединая песня» группы.
Группа вновь собралась в конце 2003 года и выпустила альбом Black Brick Road. Поскольку музыканты не испытывали желания работать с Black Mark, то они стали искать другой лейбл и в итоге подписали контракт с Noise Records. Альбом получил достаточно лестные отзывы критики, что позволило обратить на группу внимание как старых поклонников, так и привлечь огромное количество новых. Группа выступила на ряде фестивалей в Европе, а также впервые посетила Россию в марте 2005 года, с успехом отыграв в Санкт-Петербурге и Москве.
В сентябре 2006 года концертное агентство Alive Concerts провело крупномасштабный тур Lake of Tears по Украине и России. Lake of Tears успешно выступили во Львове, Киеве, Харькове, Ростове-на-Дону, Краснодаре, Москве, Истре и в Санкт-Петербурге.
26 апреля 2007 года группа выпустила на лейбле Dockyard1 свой седьмой по счёту альбом Moons and Mushrooms. В апреле 2008 года прошёл очередной российский тур по городам: Новосибирск, Краснодар, Москва, Смоленск, Санкт-Петербург, Ростов-на-Дону.
18 июля 2009 года Lake of Tears вернулись на Украину и выступили на фестивале Про Рок.
Группа подписала контракт с AFM Records и первоначально планировала выпустить новый альбом в конце 2009 года. В указанный срок альбом не вышел. Диск, который получил название Illwill, появился на свет 29 апреля 2011 года. Он стал самым жёстким и экстремальным релизом в истории группы. Сами музыканты объяснили неожиданную агрессивность звучания альбома своими личными вкусами, лежащими в области старого трэш-метала, блэка и панк-рока.
Исторически сложилось, что Lake of Tears идет в неком «готическом» дивизионе, вместе, скажем, с Amorphis, Sentenced или Moonspell. Так вот! Должен признаться, что дома, для души, мы никогда не слушаем подобную музыку — интересы музыкантов группы лежат в гораздо более экстремальных областях. Старый трэш-метал, блэк, панк-рок! И это, естественно, не может не проявиться — хоть единожды.
31 января 2014 года Lake of Tears выпустили свой первый концертный альбом под названием By the Black Sea. Альбом включает в себя 16 песен, записанных в 2013 году на концерте в Бухаресте (Румыния), и издан в комплекте из CD- и DVD-дисков.
В 2015 году группу покинули гитарист Френдрик Йорданиус и басист Микаэль Ларсон, а в 2017-м — Юхан Оудхьюс.
В 2020 году единственный оставшийся участник Даниэль Бреннар анонсировал выход нового студийного альбома Ominous: в июльском обращении к поклонникам он заявил, что название альбома было связано с его тяжёлым состоянием. По словам Бреннара, уже на протяжении 12—13 лет он боролся с хроническим лейкозом. Альбом вышел 21 февраля 2021 года на лейбле AFM Records.

## Участники группы

### Нынешний состав
- Даниэль Бреннар — вокал, гитара, тексты песен

### Бывшие участники
- Юнас Эриксон — ритм-гитара (1992—1996)
- Кристиан Сааринен — клавишные (1999–2000)
- Ульрик Линдблум — гитара (1997)
- Йенни Теблер — сессионная вокалистка (1997)
- Магнус Сальгрен — ведущая гитара (сессионный участник: 1999 / в составе группы: 2004–2009)
- Юхан Оудхьюс — ударные (1992–2017)
- Фредрик Йорданиус — ведущая гитара (2009–2015)
- Микаэль Ларсон — бас-гитара (1992–2015)

## Дискография

### Студийные альбомы
- Greater Art (1994)
- Headstones (1995)
- A Crimson Cosmos (1997)
- Forever Autumn (1999)
- The Neonai (2002)
- Black Brick Road (2004)
- Moons and Mushrooms (2007)
- Illwill (2011)
- Ominous (2021)[15]

### Концертные альбомы
- By the Black Sea (2014)

### Сборники
- Greatest Tears vol. I (2004)
- Greatest Tears vol. II (2004)

### Синглы
- «Lady Rosenred» (1997)
- «Sorcerers» (2002)
- «Wyverns» (2014)